# Остроумов, Пётр Иванович
Пётр Ива́нович Остроу́мов (1839/1840—1913) — государственный деятель Российской империи, чиновник Святейшего Синода, сенатор (с 1906). Отец художницы Анны Остроумовой-Лебедевой.

## Биография
Родился 25 декабря 1839 (6 января 1840) года. Сын ректора Владимирского духовного училища протоиерея Иоанна Петровича Остроумова. 
Окончил Владимирскую духовную семинарию (1859) и Киевскую духовную академию со степенью магистра (1863). 
По окончании академии в 1864 году был определён наставником в Екатеринославскую духовную семинарию. В том же году перешёл в Министерство внутренних дел и был причислен к статс-секретариату по делам Царства Польского, с откомандированием в Варшаву, в распоряжение Учредительного комитета. Первоначально состоял личным секретарем при члене Учредительного комитета и главном директоре комиссии финансов А. И. Кошелеве, а затем — в должностях правителя его канцелярии и помощника директора временно образованного в Варшаве отделения департамента неокладных сборов. По упразднении этого учреждения в 1869 году был переведён в Санкт-Петербург в Министерство финансов, где занимал должности старшего ревизора департамента неокладных сборов и, с 1876 года, чиновника особых поручений при министре финансов.
В 1878 году, по приглашению обер-прокурора графа Д. А. Толстого, был назначен исправляющим должность вице-директора хозяйственного управления при Святейшем Синоде. В 1880 году был утверждён в должности, а 27 апреля 1896 года назначен директором того же управления. Получил чин тайного советника. Оставался одним из близких сотрудников К. П. Победоносцева в течение его двадцатипятилетней деятельности в должности синодального обер-прокурора. 23 октября 1905 года назначен товарищем обер-прокурора Синода князя А. Д. Оболенского. Входил в состав Предсоборного присутствия. 16 августа 1906 года назначен сенатором и определен к присутствованию в 1-м департаменте Правительствующего Сената.
За время службы участвовал во многих комиссиях, преимущественно по финансовым вопросам. Среди особых трудов Остроумова по духовному ведомству — учреждение при хозяйственном управлении Синода техническо-строительного комитета, установление порядка для обеспечения городского и сельского духовенства содержанием из казны, выработка пенсионного устава для епархиального духовенства и особого положения о страховании строений духовного ведомства на всем пространстве империи. Имел ордена до ордена Св. Александра Невского включительно.
Кроме того, состоял членом Совета Императорского Человеколюбивого и Императорского Палестинского обществ, а также почетным членом Казанской, Киевской и Санкт-Петербургской духовных академий. Был одним из членов-учредителей литературно-художественного кружка имени поэта Я. П. Полонского. В петербургском доме Остроумова бывал Ф. М. Достоевский.
Скончался в 1913 году. Похоронен в Александро-Невской лавре на Никольском кладбище (13-я дор.).

## Семья
Был женат на Марии Климентьевне Чехович (1851—1921), дочери протоиерея Климента Михайловича Чеховича, настоятеля кафедрального Варшавского собора.
Их дети:
- Борис (1873—1930), инженер путей сообщения. Жена — Ольга Анатольевна, урожд. Шепилевская (г.р.1897), архитектор, сестра М. А. Шепилевского.
  - Внуки:
  - Петр (1927—1989), военный врач, кандидат медицинских наук. После смерти родителей, усыновлен сестрой отца — А. П. Остроумовой-Лебедевой.
  - Борис (1930—1942), умер во время блокады Ленинграда.
- Иосиф (1876—1943), окончил естественный факультет Дерптского университета, титулярный советник. Преподавал в Царскосельской Императорской Николаевской гимназии.
- Мария (1869—1929, Ленинград), окончила Литейную гимназию ведомства Императрицы Марии «домашней учительницы». Училась в Санкт-Петербургской консерватории. Работала в Публичной библиотеке. Муж — Евгений Львович Морозов (1859—1942), архитектор.
  - Внучки:
  - Наталья Морозова-Григорьева (1896—1974), художник[2]. Участвовала в выставках «Мира искусств», «Общины художников», работала как оформитель книг;
  - Морозова Зинаида Евгеньевна Морозова (в замужестве — Швец), преподавательница иностранных языков.
- Анна (1871—1955), в замужестве Остроумова-Лебедева, художница, график.
- Софья (1874—1963), пианистка. Муж — Николай Владимирович Зенгер (1871—1943). Отец Николая Владимировича — магистр фармации Владимир Карлович Зенгер (1840—1873), брат К. К. Зенгера и Н. К. Зенгера, принимал активное участие в создании Московского Политехнического музея, за что был награждён орденом св. Станислава 2-й степени и золотой медалью «Общества любителей естествознания, антропологии и этнографии».
  - Внуки:
  - Екатерина (1909—1985 (в первом браке — Троцкая, во втором — жена Н. Г. Хлопина), участница Великой Отечественной войны. Её дети: дочь Наталья (1930; в замужестве Поляк), химик-технолог, и сын — Алексей Михайлович Остроумов (1932—30.04.2023), инженер-дорожник.
  - Николай (1903—1968), инженер-гидростроитель[3]. Под его руководством в Норильске построены промышленные гидротехнические объекты. Его дети: Сусанна (1931—2001), Милада (1934—2004; в замужестве — Гершунова), Борис (1947—2014)[4].
- Елизавета (1881—1942), окончила Высшие Бестужевские курсы. Химик. Работала вместе с С. В. Лебедевым. Муж — Евгений Максимилианович Филоненко.
  - Внучка: Мария Евгеньевна Филоненко (в замужестве — Владимирская)
- Михаил